# Henri Kavilo
Henri Kavilo (* 5. Juli 1999) ist ein finnischer Skispringer.

## Werdegang
Henri Kavilo debütierte am 18. und 19. August 2016 bei zwei Wettbewerben im finnischen Kuopio im FIS Cup, wo er die Plätze 55 und 42 belegte. Nach weiteren Wettbewerbsteilnahmen am FIS Cup startete Kavilo am 4. und 5. März 2017 im norwegischen Rena zum ersten Mal im Continental Cup, wo er in einem Wettbewerb den 45. Platz erreichte und im zweiten Wettbewerb disqualifiziert wurde. Seitdem startet er regelmäßig in beiden Wettbewerbsreihen.
Bei den Finnischen Sommer-Meisterschaften 2018 in Lahti gewann Kavilo im Mannschaftswettbewerb zusammen mit Ilkka Herola, Eetu Nousiainen und Jesse Pääkkönen die Goldmedaille. Ein Jahr später gewann er im Februar 2019 bei den Finnischen Meisterschaften 2019 in Jyväskylä auf der Normalschanze seinen ersten Meistertitel im Einzel.
Für die Saison 2019/20 stand Kavilo im finnischen B-Kader.